# Szatürosz (orvos)
Szatürosz (1. század) görög orvos, Galénosz mestere. Galénosz említése szerint nagy tudású orvos volt, aki kommentárokat készített Hippokratész műveihez, amelyekből egyetlen töredék sem maradt fenn.